# Замятино (Липецкая область)
Замя́тино — село Ксизовского сельсовета Задонского района Липецкой области, на правом берегу реки Дона.

## Название
Название село получило по фамилии человека — Замятин.

## История
Ещё в XVI веке здесь жил человек по фамилии Замятин. Осталось название Замятина поляна. В конце XVI в. это место заселяется вторично, а в 1620 г. государевы писцы отмечают: «Село Егорьевское, Замятина Поляна тож, на берегу реки Дона, под Снавским лесом».

## Население
| 1859 | 1880 | 1897 | 1900 | 1926  | 1997 | 2010 |
| ---- | ---- | ---- | ---- | ----- | ---- | ---- |
| 540  | ↗575 | ↗717 | ↗767 | ↗1017 | ↘168 | ↘117 |

## Археология
- Восточнее села Замятино в историко-географическом районе Острая Лука (излучина реки Дон возле города Задонска) находится финальнопалеолитическая стоянка Замятино 14, по кремнёвой технике относящаяся к кругу эпиграветтских памятников[4][5].